# Kinderhook (Nowy Jork)
Kinderhook – miasto w Stanach Zjednoczonych, w stanie Nowy Jork, w hrabstwie Columbia.